# Stanislavciîk, Stavîșce
Stanislavciîk (în ucraineană Станіславчик) este o comună în raionul Stavîșce, regiunea Kiev, Ucraina, formată numai din satul de reședință.

## Demografie
Componența lingvistică a comunei Stanislavciîk
     Ucraineană (98,8%)
     Alte limbi (0,8%)
Conform recensământului din 2001, majoritatea populației comunei Stanislavciîk era vorbitoare de ucraineană (98,8%), existând în minoritate și vorbitori de alte limbi.